# Vuelta Ciclista a Costa Rica 2012
Die 48. Vuelta a Costa Rica (offiziell: Vuelta a Costa Rica Kölbi) fand vom 17. bis zum 29. Dezember 2012 in Costa Rica statt. 
Das Rennen gehörte zur UCI America Tour 2013, wo es in die Kategorie 2.2 eingestuft war. Damit erhielten die ersten acht Fahrer der Gesamtwertung und die ersten drei jeder Etappe sowie der Träger des Gelben Trikots des Gesamtführenden nach jeder Etappe Punkte für die America-Rangliste.
Gesamtsieger des Etappenrennens wurde Óscar Sánchez (GW Shimano-Colombia). Er siegte mit 54 Sekunden Vorsprung auf den zweitplatzierten Sieger der Nachwuchswertung Roman Villalobos von Junta de Protección Social-Giant. Das Podium wurde komplettiert von Fabricio Quirós (BCR-Pizza Hut-Powerade). Sánchez gewann zudem Berg- und Punktewertung.

## Teilnehmer
Am Start standen fünf einheimische costa-ricanische Mannschaften sowie fünf ausländische Teams aus Kolumbien, Chile, Kuba und Guatemala. Continental Teams nahmen ebenso wenig wie deutschsprachige Fahrer teil. 
| Nationalmannschaften Guatemala Kuba Sonstige Teams aus dem Ausland GW Shimano-Colombia Procycling Boyacá Somos Todos Clos de Pirque-Trek | Regionale Teams aus Costa Rica Coopenae-Economy-Gallo Junta de Protección Social-Giant BCR-Pizza Hut-Powerade Coronado-Hotel Los Lagos Tierniticos-Reenfrio-U. Hispanoamericana |

## Etappen
| Etappe | Tag          | Start–Ziel                  | km      | Typ                 | Etappensieger     | Gesamtführender |
| ------ | ------------ | --------------------------- | ------- | ------------------- | ----------------- | --------------- |
| 1.     | 17. Dezember | San José – Puerto Limón     | 155,8   | Flachetappe         | Gonzalo Garrido   | Gonzalo Garrido |
| 2.     | 18. Dezember | Puerto Limón – Pococí       | 178,6   | Flachetappe         | Paulo Vargas      | Gonzalo Garrido |
| 3.     | 19. Dezember | Ticabán – Pococí            | 28,8    | Einzelzeitfahren    | Marlon Pérez      | Jonathan Millan |
| 4.     | 20. Dezember | Pococí – Paraíso de Cartago | 138,8   | Mittelgebirgsetappe | Cesar Rojas       | Jonathan Millan |
| 5.     | 21. Dezember | San José – Cañas            | 162,9   | Flachetappe         | Óscar Sánchez     | Jonathan Millan |
| 6.     | 22. Dezember | Cañas – Grecia              | 140,1   | Mittelgebirgsetappe | Cesar Rojas       | Jonathan Millan |
| 7.     | 23. Dezember | Bergzeitfahren Poás         | 18      | Einzelzeitfahren    | Óscar Sánchez     | Óscar Sánchez   |
| R      | 24. Dezember | Ruhetag                     | Ruhetag | Ruhetag             | 0 – 0             | Óscar Sánchez   |
| 8.     | 25. Dezember | Circuito Presidente         | 118,4   | Flachetappe         | Nieves Carrasco   | Óscar Sánchez   |
| 9.     | 26. Dezember | Jacó – Pérez Zeledón        | 143,    | Mittelgebirgsetappe | Marlon Pérez      | Óscar Sánchez   |
| 10.    | 27. Dezember | Circuito Osa                | 121,4   | Flachetappe         | Nieves Carrasco   | Óscar Sánchez   |
| 11.    | 28. Dezember | San Ramón Sur – Pejibaye    | 90,2    | Flachetappe         | Paulo Vargas      | Óscar Sánchez   |
| 12.    | 29. Dezember | Pérez Zeledón – San José    | 134,8   | Hochgebirgsetappe   | Steven Villalobos | Óscar Sánchez   |